# غلنديل هايتس (إلينوي)
غلنديل هايتس (بالإنجليزية: Glendale Heights)‏ هي منطقة سكنية تقع في الولايات المتحدة في إلينوي. يقدر عدد سكانها بـ 34,208 نسمة .

## التركيبة السكانية
حدّد مكتب تعداد الولايات المتحدة بيانات التركيبة السكانية لغلنديل هايتس في تعداد الولايات المتحدة. في ما يلي، التركيبة السكانية حسب تعدادي 2000 و2010.

### تعداد عام 2000
بلغ عدد سكان غلنديل هايتس 31,765 نسمة بحسب تعداد عام 2000، وبلغ عدد الأسر 10,791 أسرة وعدد العائلات 7,595 عائلة مقيمة في القرية. في حين سجلت الكثافة السكانية 2,219.8 نسمة لكل كيلومتر مربع (5,749.3/ميل2). وبلغ عدد الوحدات السكنية 11,105 وحدة بمتوسط كثافة قدره 776 لكل كيلومتر مربع (2,009.8/ميل2).
وتوزع التركيب العرقي للقرية بنسبة 63.79% من البيض و4.84% من الأمريكيين الأفارقة و0.30% من الأمريكيين الأصليين و19.97% من الأمريكيين ذوي الأصول الآسيوية و0.08% من سكان جزر المحيط الهادئ و8.11% من الأعراق الأخرى و2.91% من عرقين مختلطين أو أكثر و18.39% من الهسبانيون أو اللاتينيون من أي عرق.
بلغ عدد الأسر 10,791 أسرة كانت نسبة 41.7% منها لديها أطفال تحت سن الثامنة عشر تعيش معهم، وبلغت نسبة الأزواج القاطنين مع بعضهم البعض 55.5% من أصل المجموع الكلي للأسر، ونسبة 9.9% من الأسر كان لديها معيلات من الإناث دون وجود شريك،  بينما كانت نسبة 4.9% من الأسر لديها معيلون من الذكور دون وجود شريكة وكانت نسبة 29.6% من غير العائلات. تألفت نسبة 22.8% من أصل جميع الأسر من عدة أفراد يعيشون في نفس المنزل ونسبة 3.1% كانت تتألف من شخص يعيش بمفرده يبلغ من العمر 65 عاماً أو أكثر. وبلغ متوسط حجم الأسرة المعيشية 2.94، أما متوسط حجم العائلات فبلغ 3.54.
بلغ العمر الوسطي للسكان 30.5 عاماً. وكانت نسبة 26.9% من القاطنين تحت سن الثامنة عشر، وكانت نسبة 11.5% بين الثامنة عشر والرابعة والعشرين عاماً، ونسبة 36.8% كانت واقعةً في الفئة العمرية ما بين الخامسة والعشرين والرابعة والأربعين عاماً، ونسبة 19.9% كانت ما بين الخامسة والأربعين والرابعة والستين، ونسبة 5% كانت ضمن فئة الخامسة والستين عاماً فما فوق. يوجد لكل 100 أنثى 104.1 ذكر، ويوجد لكل 100 أنثى في الثامنة عشر من عمرها فما فوق 102.1 ذكر.
بلغ متوسط دخل الأسرة في القرية 56,285 دولارًا، أما متوسط دخل العائلة فبلغ 64,115 دولارًا. وكان متوسط دخل الذكور 40,830 دولارًا مقابل 30,132 دولارًا للإناث. وسجل دخل الفرد الخاص بالقرية 21,911 دولارًا. وكانت نسبة 4.7% من العائلات ونسبة 6.1% من السكان تحت خط الفقر، وكان من هؤلاء نسبة 8.8% تحت سن الثامنة عشر ونسبة 7.8% في الخامسة والستين من العمر وما فوق.

### تعداد عام 2010
بلغ عدد سكان غلنديل هايتس 34,208 نسمة بحسب تعداد عام 2010، وبلغ عدد الأسر 11,257 أسرة وعدد العائلات 8,132 عائلة مقيمة في القرية. في حين سجلت الكثافة السكانية 2,390.5 نسمة لكل كيلومتر مربع (6,191.4/ميل2). وبلغ عدد الوحدات السكنية 11,864 وحدة بمتوسط كثافة قدره 829.1 لكل كيلومتر مربع (2,147.4/ميل2).
وتوزع التركيب العرقي للقرية بنسبة 52.48% من البيض و5.86% من الأمريكيين الأفارقة و0.60% من الأمريكيين الأصليين و22.14% من الأمريكيين ذوي الأصول الآسيوية و0.07% من سكان جزر المحيط الهادئ و15.41% من الأعراق الأخرى و3.43% من عرقين مختلطين أو أكثر و30.73% من الهسبانيون أو اللاتينيون من أي عرق.
بلغ عدد الأسر 11,257 أسرة كانت نسبة 40.7% منها لديها أطفال تحت سن الثامنة عشر تعيش معهم، وبلغت نسبة الأزواج القاطنين مع بعضهم البعض 53.7% من أصل المجموع الكلي للأسر، ونسبة 12.3% من الأسر كان لديها معيلات من الإناث دون وجود شريك،  بينما كانت نسبة 6.3% من الأسر لديها معيلون من الذكور دون وجود شريكة وكانت نسبة 27.8% من غير العائلات. تألفت نسبة 20.4% من أصل جميع الأسر من عدة أفراد يعيشون في نفس المنزل ونسبة 4% كانت تتألف من شخص يعيش بمفرده يبلغ من العمر 65 عاماً أو أكثر. وبلغ متوسط حجم الأسرة المعيشية 3.04، أما متوسط حجم العائلات فبلغ 3.58.
بلغ العمر الوسطي للسكان 32.0 عاماً. وكانت نسبة 26.3% من القاطنين تحت سن الثامنة عشر، وكانت نسبة 10.6% بين الثامنة عشر والرابعة والعشرين عاماً، ونسبة 32.7% كانت واقعةً في الفئة العمرية ما بين الخامسة والعشرين والرابعة والأربعين عاماً، ونسبة 23.1% كانت ما بين الخامسة والأربعين والرابعة والستين، ونسبة 7.2% كانت ضمن فئة الخامسة والستين عاماً فما فوق. وتوزع التركيب الجنسي للسكان بنسبة 50.9% ذكور و49.1% إناث.